# Karszynek
Karszynek [pronunciación en polaco: /karˈʂɨnɛk/] es un asentamiento en el distrito administrativo de Gmina Kolsko, dentro del Distrito de Nowa Sól, Voivodato de Lubusz, en el oeste de Polonia. Se encuentra aproximadamente 6 kilómetros al norte de Kolsko, 28 kilómetros al noreste de Nowa Sól, y 32 kilómetros al este de Zielona Góra.
Antes de 1945 el área era parte de Alemania (véase  Territorios Polacos Recuperados).